# Horský park
Horský park je bratislavský městský park nacházející se v městské části Staré Mesto. Na rozdíl od ostatních bratislavských parků, Horský park je specifický tím, že se nachází prakticky ve středu města a přitom disponuje téměř nedotčeným prostředím a původní flórou a faunou.
Park je chráněn jako chráněný areál. Území bylo vyhlášeno v roce 1982 a jeho rozloha je 22,96 hektaru. Předmětem ochrany je lesní park, jehož základem je hodnotně komponovaná dubohabřina, doplněná architektonickými díly. Na park volně navazuje chráněný areál Borovicový lesík.
V Horském parku je postaven vysokoškolský internát pro studenty Ekonomické univerzity. Studenti ho familiárně nazývají HOPA. Budova internátu je pravděpodobně z roku 1939. Nedaleko se nachází i čistě dívčí internát také familiárně zvaný DOPA.

## Historie

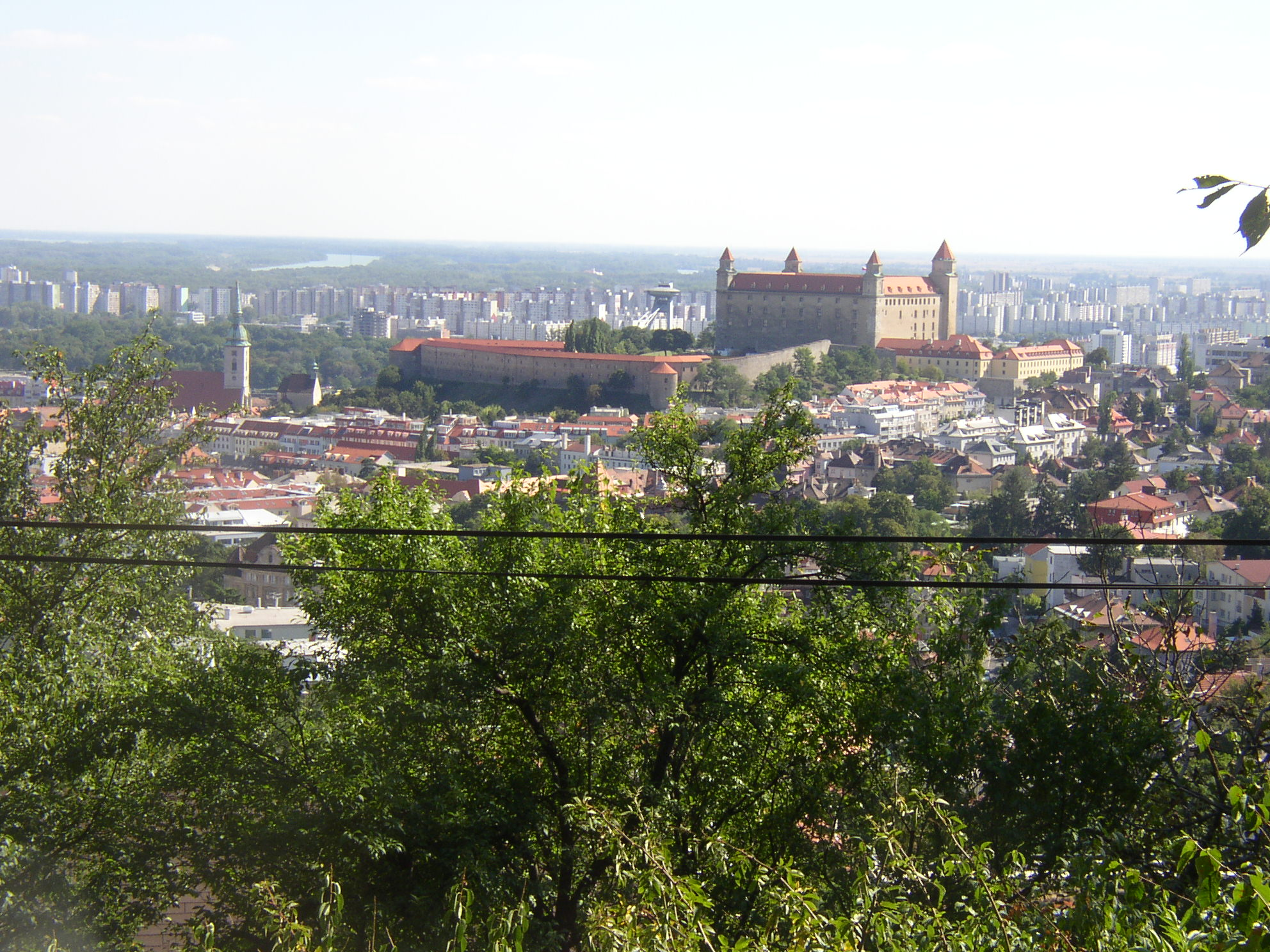
Pohled na Bratislavu z Horského parku

Horský park vznikl na západním okraji města v roce 1868 zásluhou tehdejšího starosty města Henricha Justiho. V té době se zde nacházely původní dubové a bukové porosty. Několik set let staré duby, jasany, buky, jedlé kaštany a borovice tvořily kostru malebných lesních porostů. Na ně se soustředila pozornost milovníků přírody, městských činovníků a jiných nadšenců sdružených v Bratislavskom okrášľovacom spolku, kteří se rozhodli založit na území zmíněných lesních porostů zvaných "Studentský les" lesopark – dnešní Horský park.
Horský park tedy vznikl prakticky úpravou již existujícího lesního prostředí, jeho ztvárněním a doplněním novými výsadbami, vytvořením průhledů, zkvalitněním okrajových částí a vybudováním přístupových cest. Purkmistr Justi nechal vypracovat plán sítě cest, které zde dali vystavět. V parku bylo osazených 50 kusů lavic, u hlavního vchodu byl vybudován domek pro hlídače a v roce 1873 bylo také vybudováno dětské hřiště. Na zavlažování sloužily dvě studny. Areál parku zkrášlovaly i malé stavby ze železa – gloriet, malý pavilon se zalomenými lavičkami nebo kovová rozhledna na Murmanské výšině. V parku soustavně přibývaly nové lavičky. Například v roce 1907 dal Městský zkrášlovací spolek vyhotovit firmou Marton kulaté lavičky (některé jsou dochovány dodnes!). V tomto roce bylo na stromech upevněných i 25 kusů tabulí s básněmi domácích básníků. Pro ochranu zvířat a ptáků bylo postaveno 20 krmítek a ptačích budek.
Koncem 19. století bylo v parku vysázeno mnoho nových druhů stromů jako například skupiny tisů, lip, platanů ale i jinanů a různých cizokrajných jehličnanů. Park vznikal v období uměleckého směru realismus, během kterého se v zahradním umění prosazovaly přírodně-krajinářské úpravy a stejně se zvýšil zájem o cizokrajné dřeviny. Vzhledem k drsnějším přírodním podmínkám, které Horský park má (členitost terénu, rozdílná sluneční expozice, rozdílné vlhkostní poměry) se tendence o vysazení rozmanitějšího sortimentu rostlin výrazněji neuplatnily a Horský park si zachoval charakter staršího lesoparku.
Dnes se park nachází v geografickém středu města, které se rozrostlo na všechny strany, a jeho rozloha se stabilizovala na 22 hektarů. Park se nachází v nadmořské výšce 185–260 metrů. Rozkládá se ve dvou sbíhajících se údolích, na horském hřbetu mezi nimi a na terasovitých plošinách. Přirozeným centrem parku je Justiho památník s odpočinkovou terasou. Tento pomník mu dalo postavit město v roce 1908 a je dílem bratislavského sochaře Alojza Rigeleho, který byl také členem Bratislavského okrášľovacieho spolku.
Před vstupem do parku z Nekrasovovy ulice je umístěn pomník botanika Johanna Andrease Bäumlera, též od Alojza Rigeleho.
K parku patří i historická horská chata Horský park, která se stala vyhledávaným místem odpočinku, setkávání lidí a originálním kulturním centrem Bratislavy. Její součástí je i zahrada s dětským hřištěm a Libresso s vynikající kávou a tradičními bratislavskými ořechovými a makovými rohlíky. V létě se zde konají různé kulturně-společenské akce. Hájovnu zrenovovala a pro veřejnost otevřela Nadácia Horský park, která se zasazuje také o ochranu a smysluplné rozšíření Horského parku.

## Fotogalerie

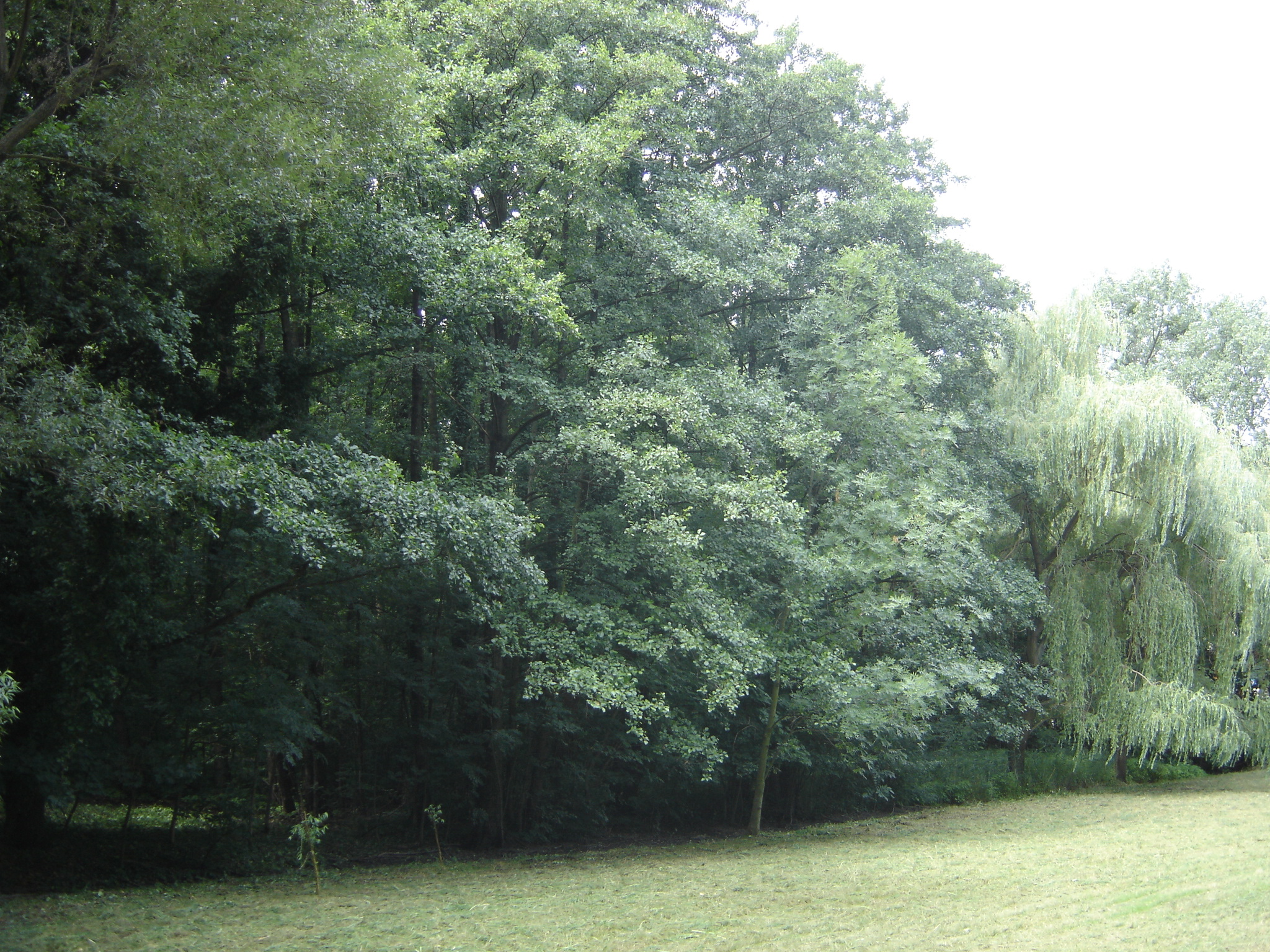
Horský park
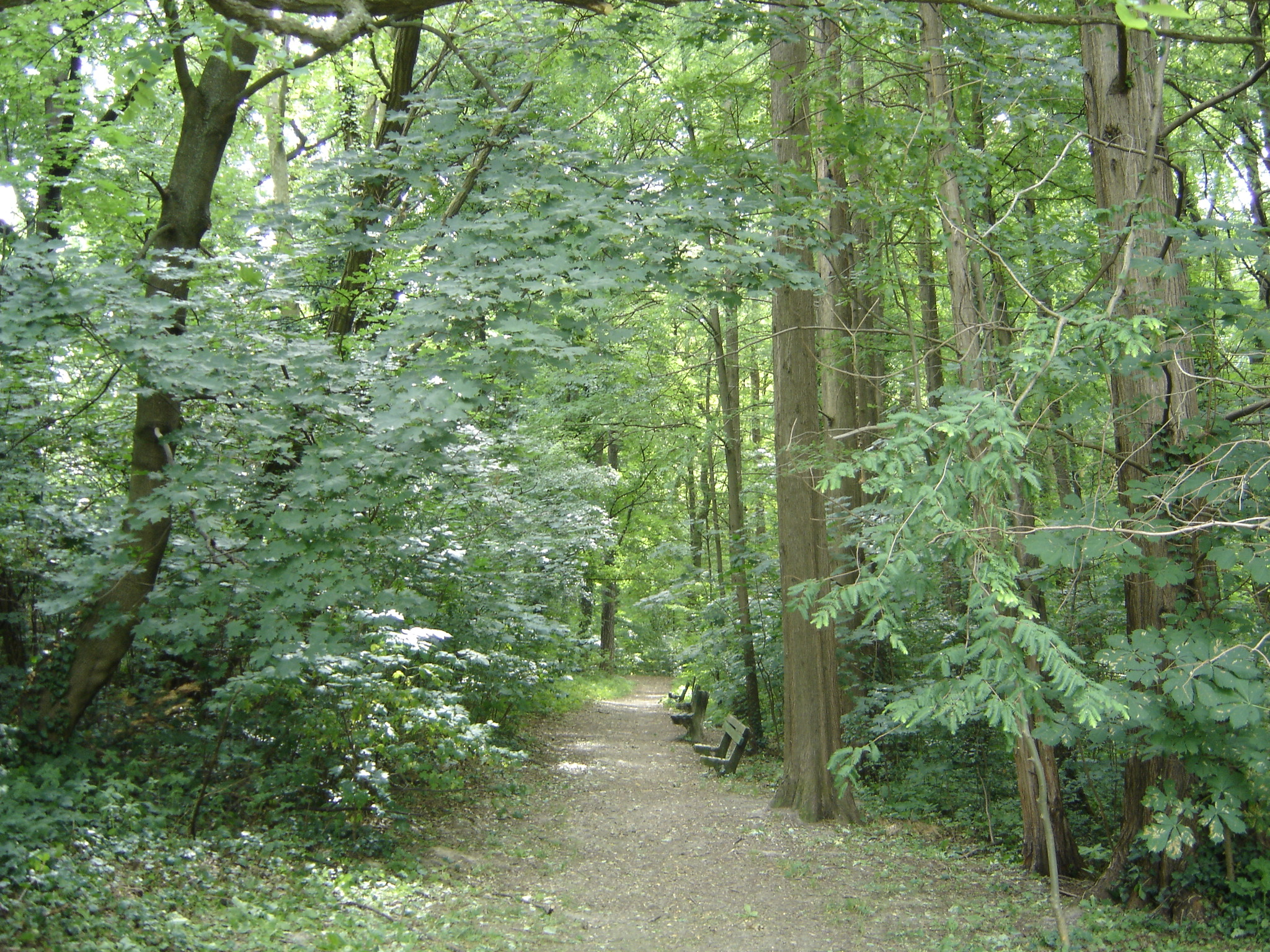
Cesta parkem
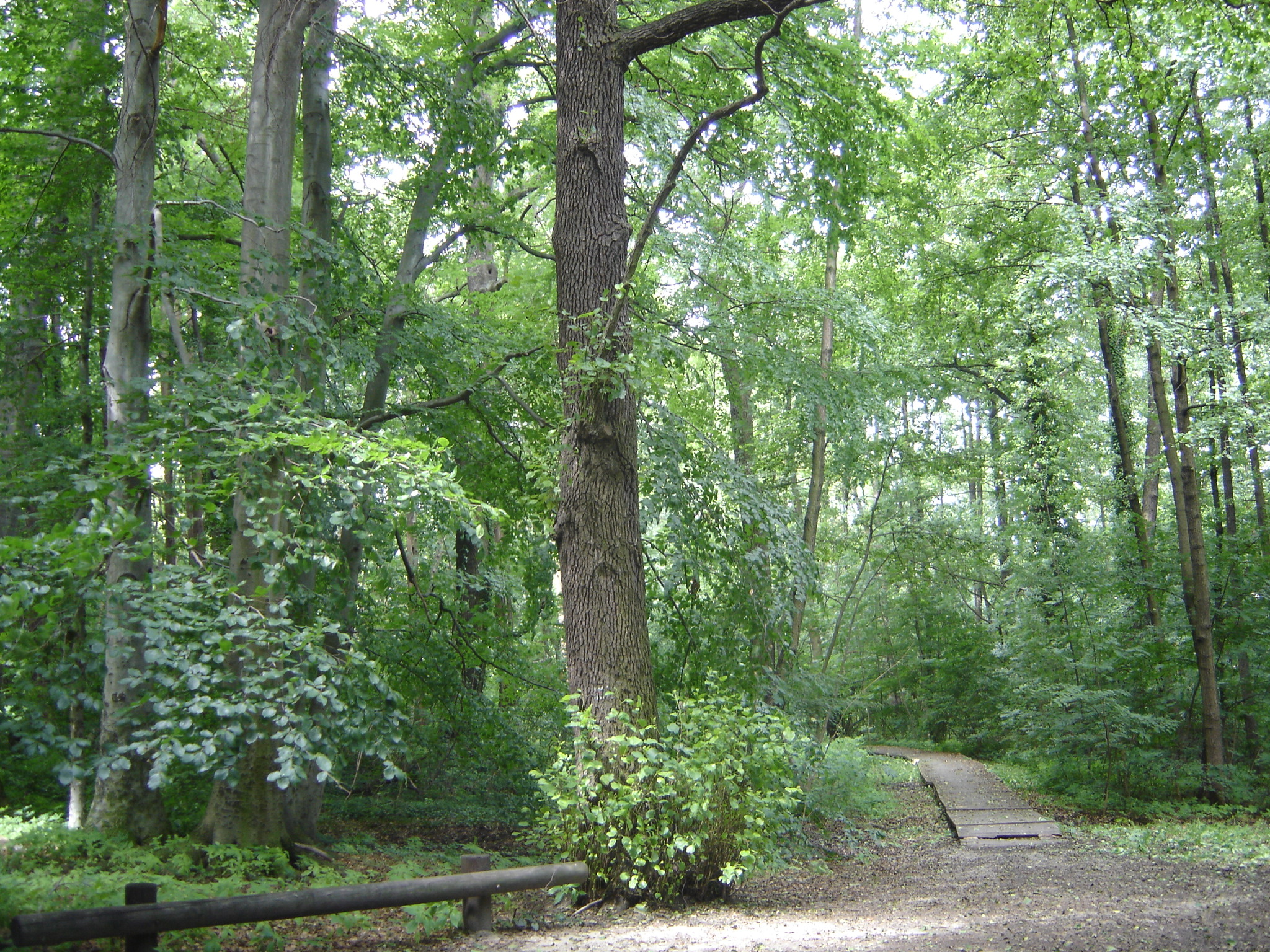
Cesta s dřevěným chodníkem
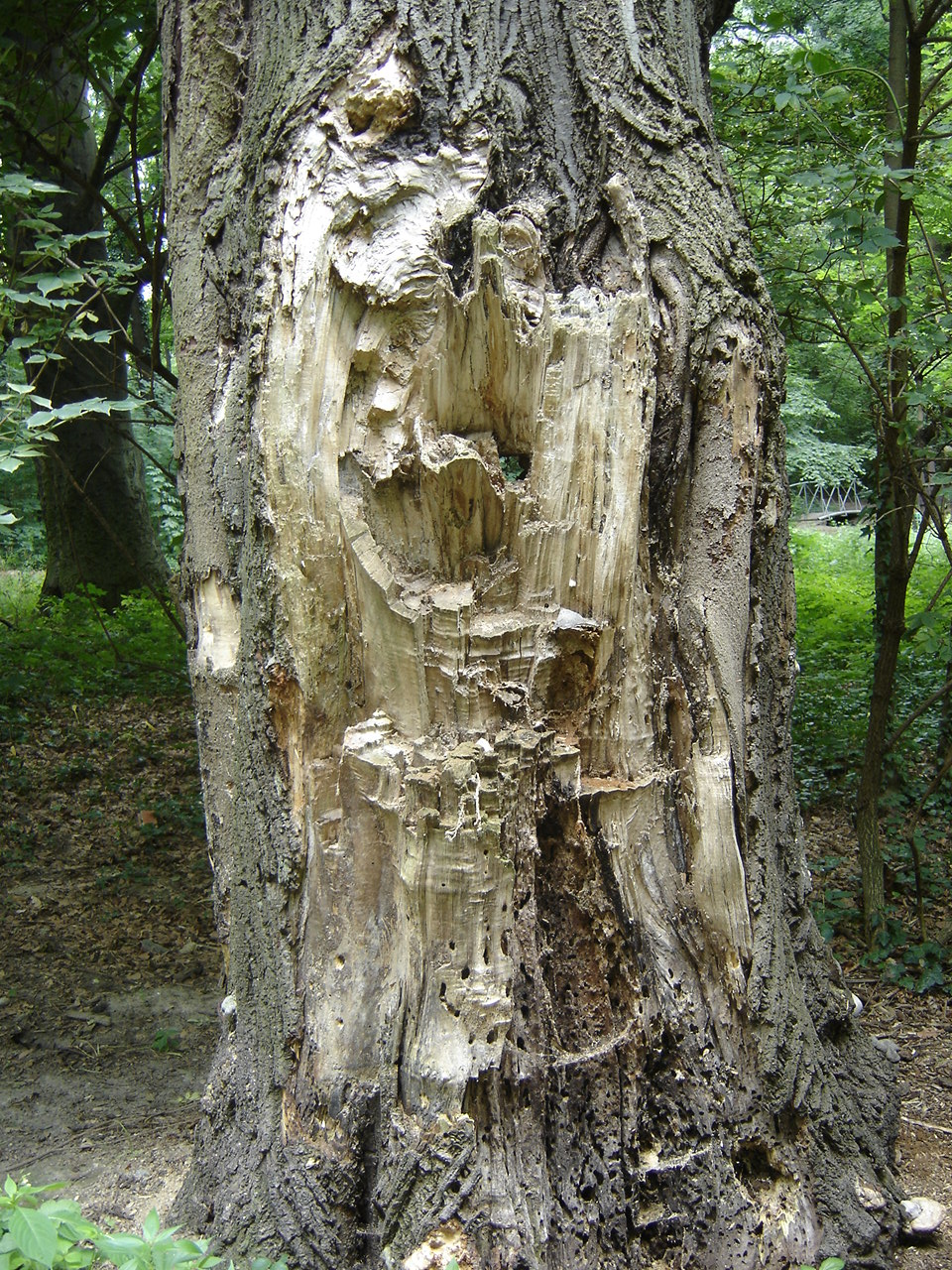
Obnažený kmen stromu
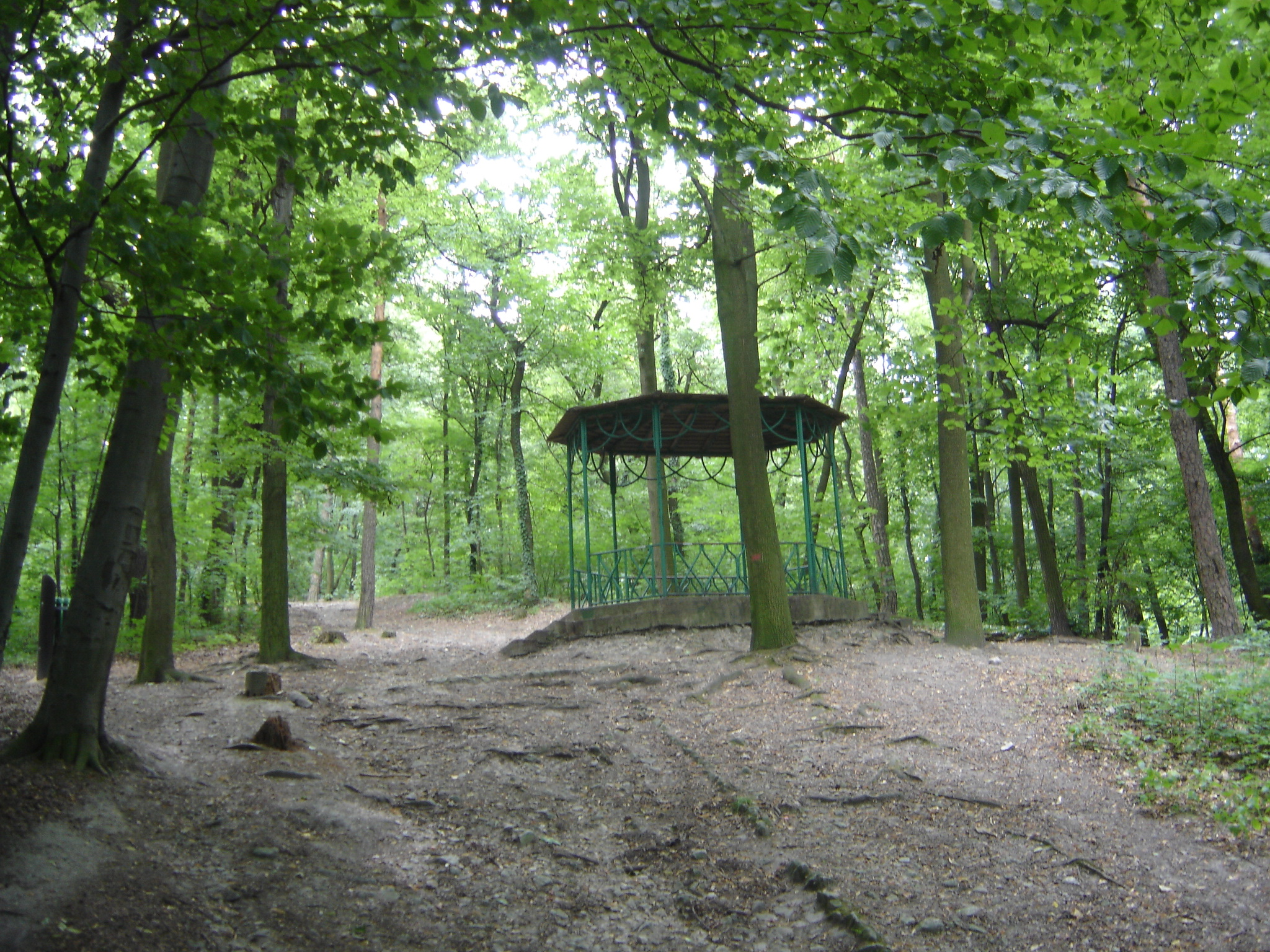
Besídka
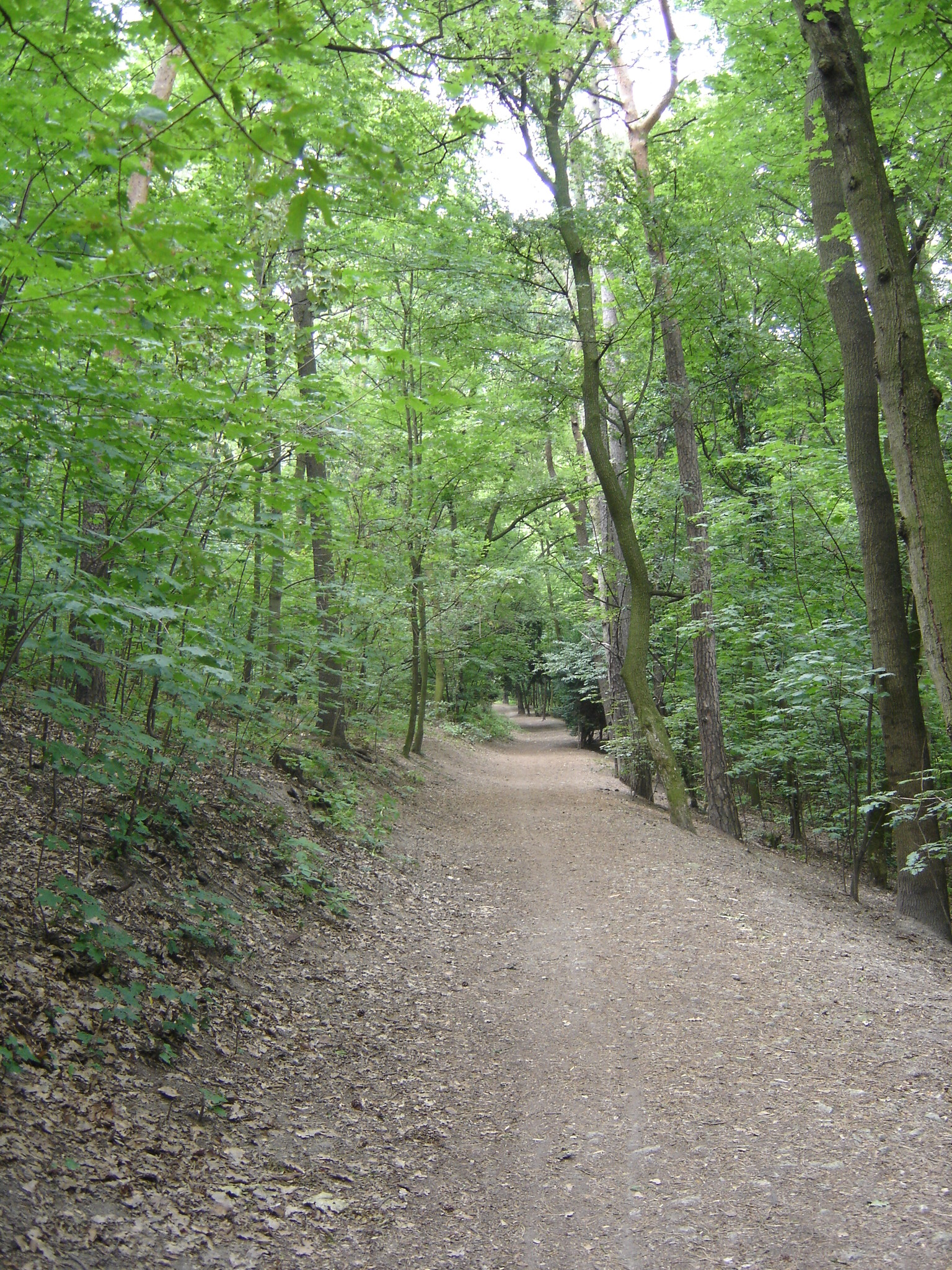
Cesta parkem
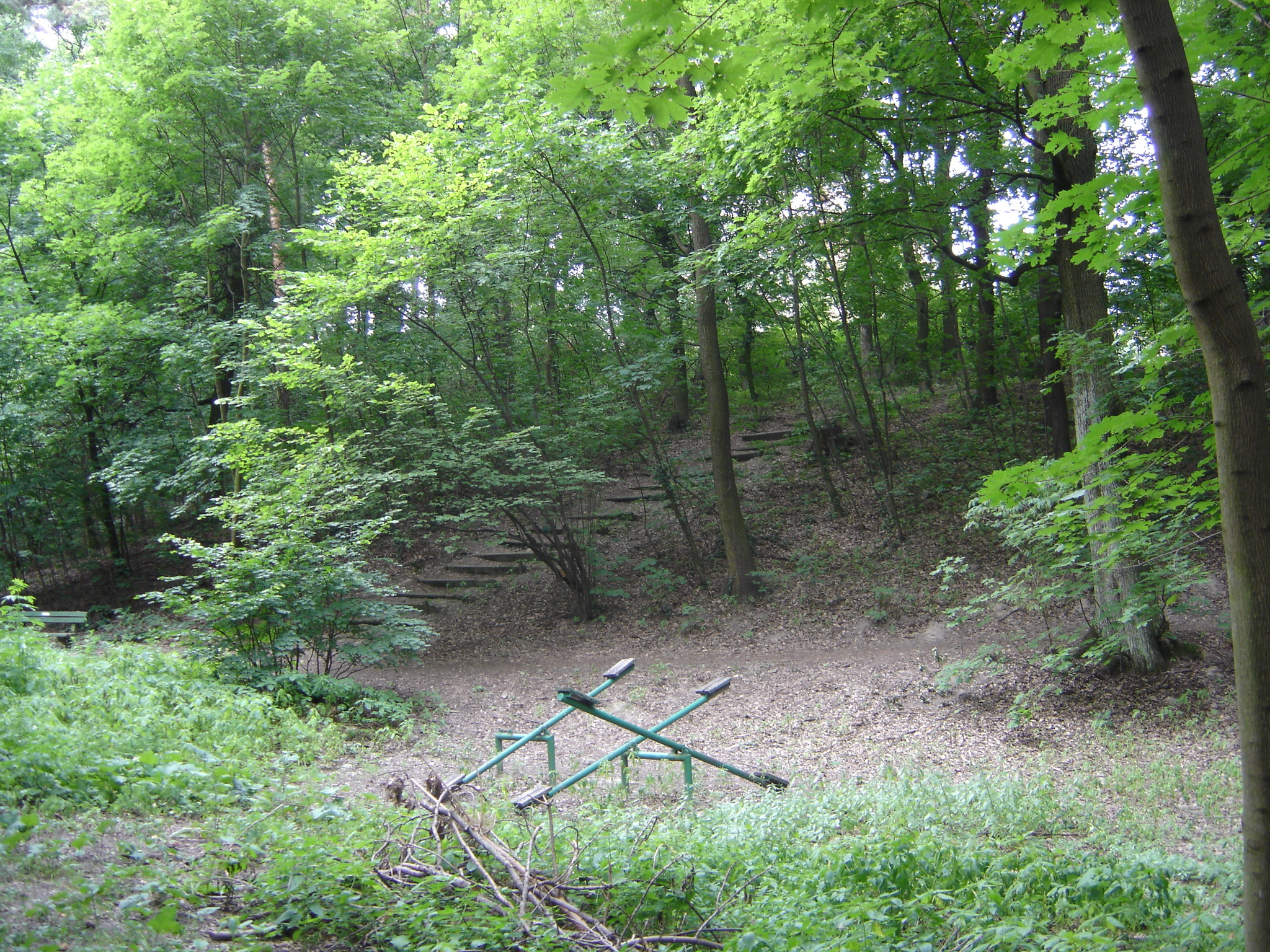
Houpačky pro děti
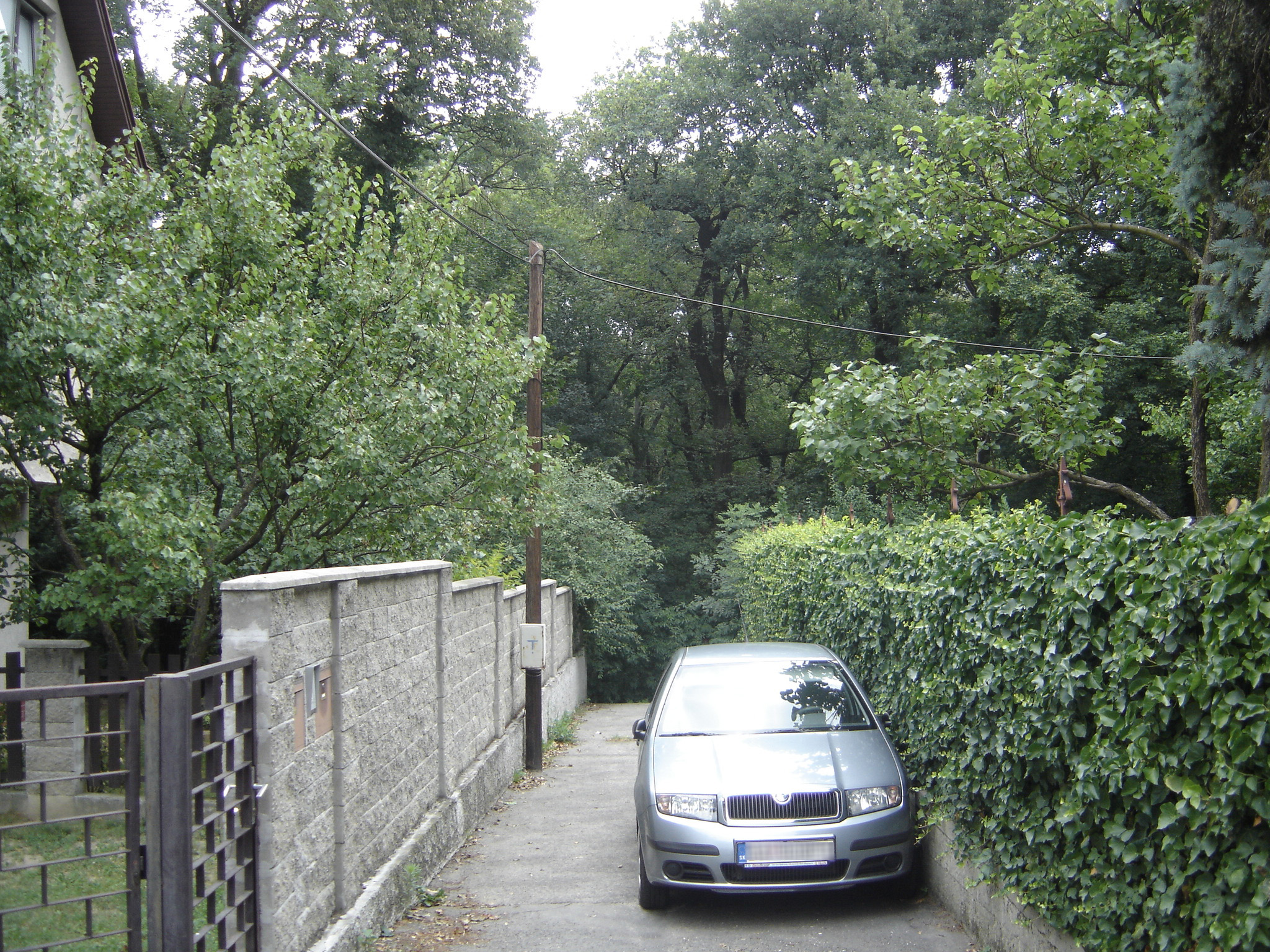
Přístup do parku z Dolní ulice